# Halenia mathewsii
Halenia mathewsii är en gentianaväxtart som beskrevs av Ernest Friedrich Gilg. Halenia mathewsii ingår i släktet Halenia och familjen gentianaväxter. Inga underarter finns listade i Catalogue of Life.